# وینی (آستراخان)
وینی (به لاتین: Vinny) یک منطقهٔ مسکونی در روسیه است که در استان آستراخان واقع شده‌است. وینی ۷۵۶ نفر جمعیت دارد.